# Jorge Alejandro Severo
Jorge Alejandro Severo Cordero (Artigas, 27 de agosto de 2005) es un futbolista uruguayo. Juega de extremo derecho y su equipo actual es el Racing Club de Montevideo de la Primera División de Uruguay.

## Trayectoria
A los 4 años comenzó a jugar al fútbol, se formó en el Peñarol y Progreso, equipos de su ciudad natal Artigas. En el año 2022 fue fichado por Racing Club de Montevideo, se incorporó a la sub-17 del club y en su primer año se destacó con 9 goles en 27 partidos.
A mediados de 2023 fue ascendido al primer equipo y estuvo en el banco de suplentes por primera vez en la fecha 7 del Torneo Intermedio pero no tuvo minutos, en lo que fue la victoria 2-0 frente a Deportivo Maldonado. Fue su única convocatoria en el año y Racing clasificó a la Copa Sudamericana. Con la sub-19 del club nuevamente mostró una buena cuota goleadora, registró 14 anotaciones en 34 juegos, además fue considerado en Tercera División, jugó 14 partidos y convirtió 4 goles.
Al año siguiente fue considerado en el primer con más frecuencia, estuvo convocado a todas las competiciones que disputaron. Debutó como profesional el 16 de junio de 2024, el entrenador Eduardo Espinel lo hizo ingresar al final del partido para enfrentar a Peñarol y empataron 1-1 en el Campeón del Siglo.
En la penúltima fecha del Torneo Clausura 2024, convirtió su primer gol oficial, en lo que fue la victoria 1-2 frente a Boston River. En el último partido del año volvió a convertir, cerró el triunfo 2-0 contra River Plate. Terminó el 2024 con 12 partidos jugados, 2 goles y 1 asistencia, Racing clasificó nuevamente a la Copa Sudamericana. A nivel juvenil jugó 13 partidos con la sub-19 y anotó 9 goles, en Tercera División colaboró con 3 tantos en 5 juegos.

## Selección nacional
Ha sido internacional con la selección de fútbol de Uruguay en la categoría juvenil sub-20.
Durante 2024 fue parte del proceso de la selección sub-20. Debutó con la Celeste el 12 de noviembre en un amistoso contra Perú en el Gran Parque Central, fue titular pero perdieron 1-2.
El 7 de enero de 2025 fue confirmado en el plantel para jugar el Campeonato Sudamericano Sub-20, por el entrenador Fabián Coito. Jugó 9 partidos, convirtió 2 goles y colaboró con 3 asistencias pero no lograron clasificar a la Copa Mundial Sub-20 luego de 20 años.

## Estadísticas

### Clubes
Actualizado al último partido citado el 29 de junio de 2025.
| Club                           | Div.          | Temporada     | Liga  | Liga  | Liga   | Copas nacionales | Copas nacionales | Copas nacionales | Copas internacionales | Copas internacionales | Copas internacionales | Total | Total | Total  |
| Club                           | Div.          | Temporada     | Part. | Goles | Asist. | Part.            | Goles            | Asist.           | Part.                 | Goles                 | Asist.                | Part. | Goles | Asist. |
| ------------------------------ | ------------- | ------------- | ----- | ----- | ------ | ---------------- | ---------------- | ---------------- | --------------------- | --------------------- | --------------------- | ----- | ----- | ------ |
| Racing de Montevideo · Uruguay | 1.ª           | 2023          | 0     | 0     | 0      | -                | -                | -                | —                     | —                     | —                     | 0     | 0     | 0      |
| Racing de Montevideo · Uruguay | 1.ª           | 2024          | 11    | 2     | 0      | 1                | 0                | 1                | 0                     | 0                     | 0                     | 12    | 2     | 1      |
| Racing de Montevideo · Uruguay | 1.ª           | 2025          | 13    | 0     | 1      | -                | -                | -                | 7                     | 0                     | 0                     | 20    | 0     | 1      |
| Racing de Montevideo · Uruguay | Total club    | Total club    | 24    | 2     | 1      | 1                | 0                | 1                | 7                     | 0                     | 0                     | 32    | 2     | 2      |
| Total carrera                  | Total carrera | Total carrera | 24    | 2     | 1      | 1                | 0                | 1                | 7                     | 0                     | 0                     | 32    | 2     | 2      |
| 1. 2.                          |               |               |       |       |        |                  |                  |                  |                       |                       |                       |       |       |        |

### Selección
Actualizado al último partido citado el 16 de febrero de 2025.
| Selección         | Temporada         | Continental | Continental | Continental | Mundial      | Mundial      | Mundial      | Amistosos | Amistosos | Amistosos | Total | Total | Total  |
| Selección         | Temporada         | Part.       | Goles       | Asist.      | Part.        | Goles        | Asist.       | Part.     | Goles     | Asist.    | Part. | Goles | Asist. |
| ----------------- | ----------------- | ----------- | ----------- | ----------- | ------------ | ------------ | ------------ | --------- | --------- | --------- | ----- | ----- | ------ |
| Sub-20 · Uruguay  | 2024              | —           | —           | —           | —            | —            | —            | 3         | 1         | 0         | 3     | 1     | 0      |
| Sub-20 · Uruguay  | 2025              | 9           | 2           | 3           | No clasificó | No clasificó | No clasificó | 3         | 0         | 0         | 12    | 2     | 3      |
| Sub-20 · Uruguay  | Total sel.        | 9           | 2           | 3           | 0            | 0            | 0            | 6         | 1         | 0         | 15    | 3     | 3      |
| Total selecciones | Total selecciones | 9           | 2           | 3           | 0            | 0            | 0            | 6         | 1         | 0         | 15    | 3     | 3      |
| 1.                |                   |             |             |             |              |              |              |           |           |           |       |       |        |